# 34-та піхотна дивізія (США)
34-та піхо́тна диві́зія а́рмії США (англ. 34th Infantry Division (United States) — військове піхотне з'єднання армії США. Заснована у серпні 1917 року. Штаб-квартира дивізії знаходиться в Росмаунт, штат Міннесота.

### Формування з'єднання, Перша світова війна

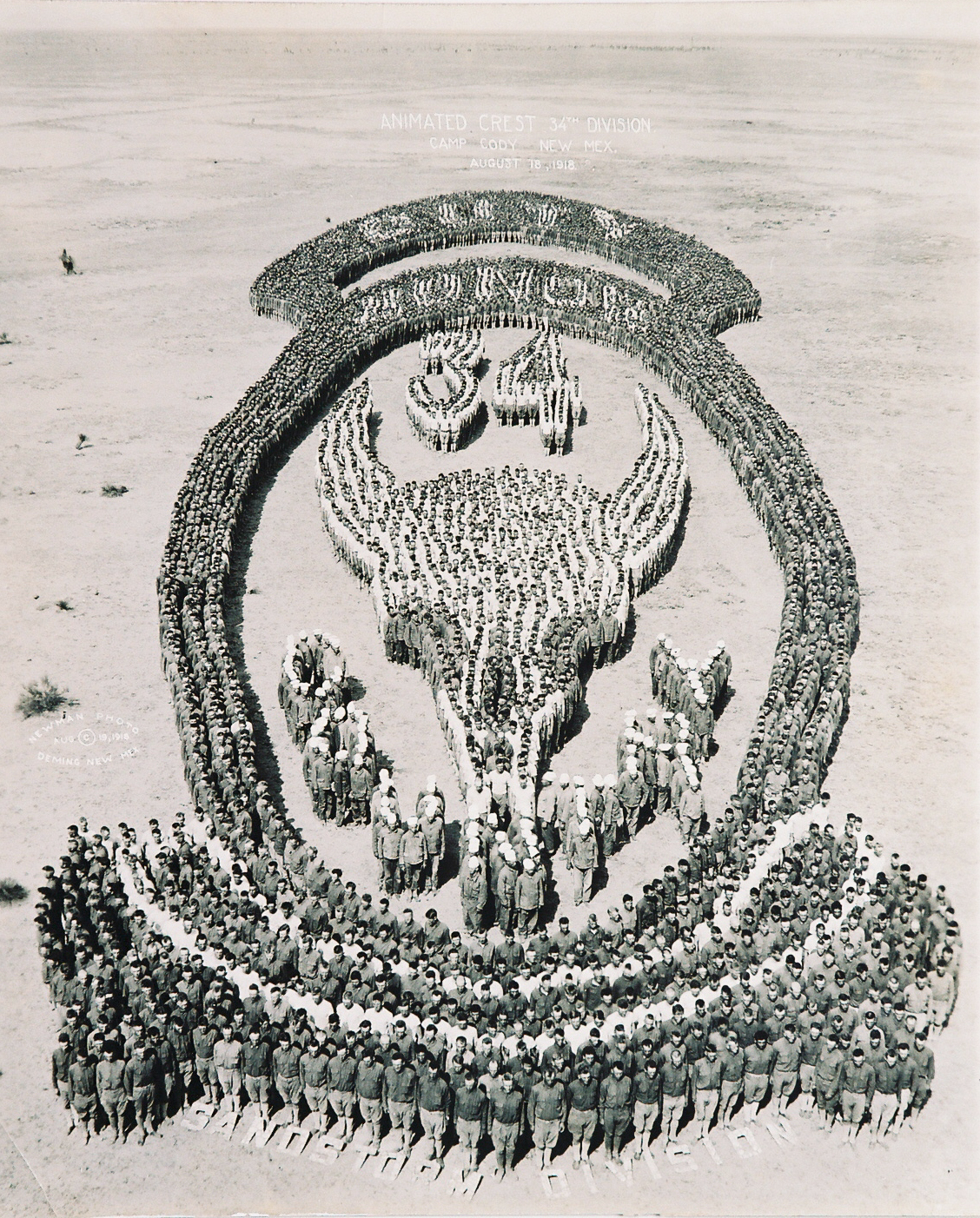
Шикування військовослужбовців 34-ї дивізії у формі емблеми дивізії. 1918

## Структура дивізії

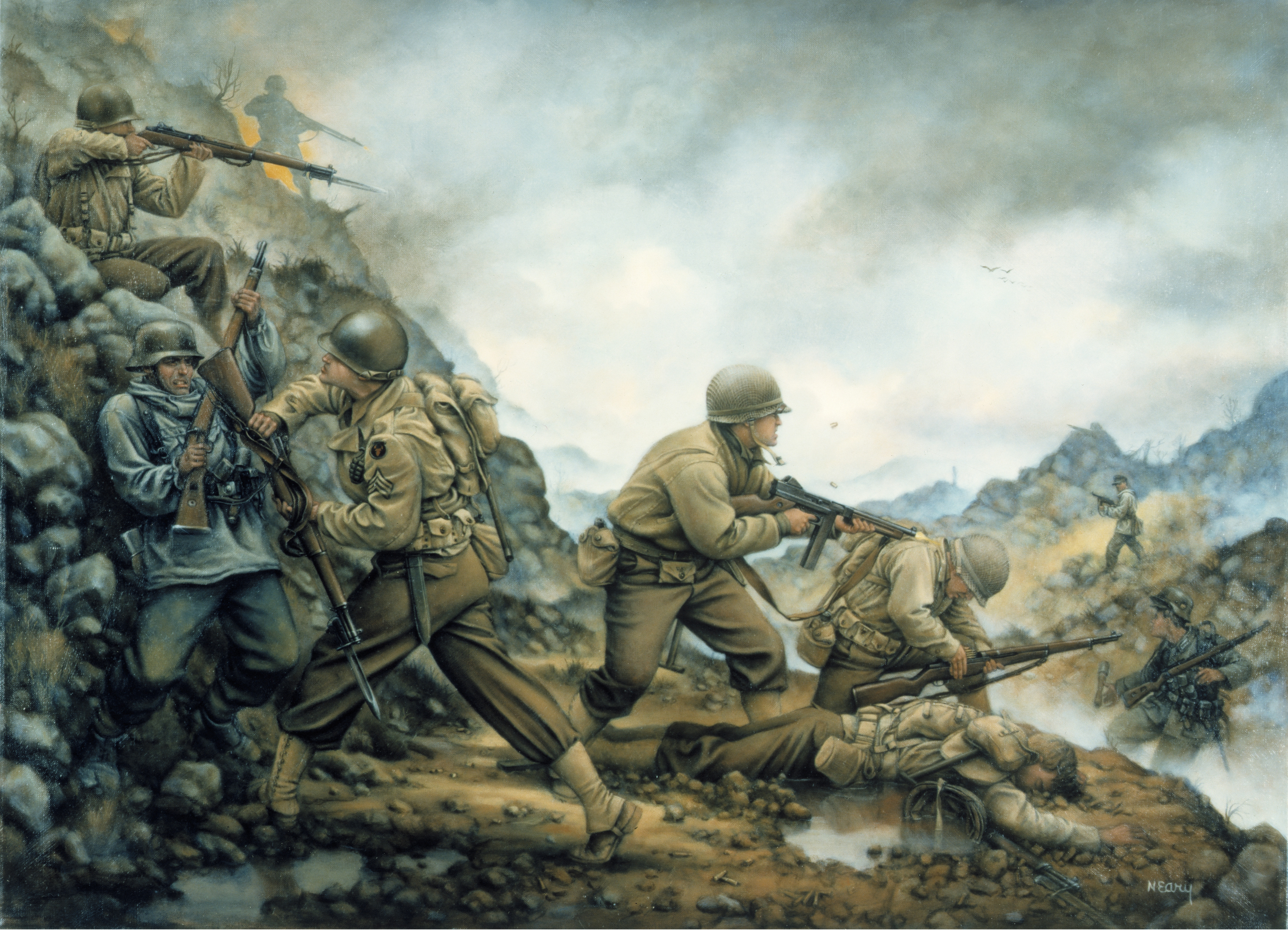
Солдати 34-ї дивізії в боях за Зимову лінію. Грудень 1943

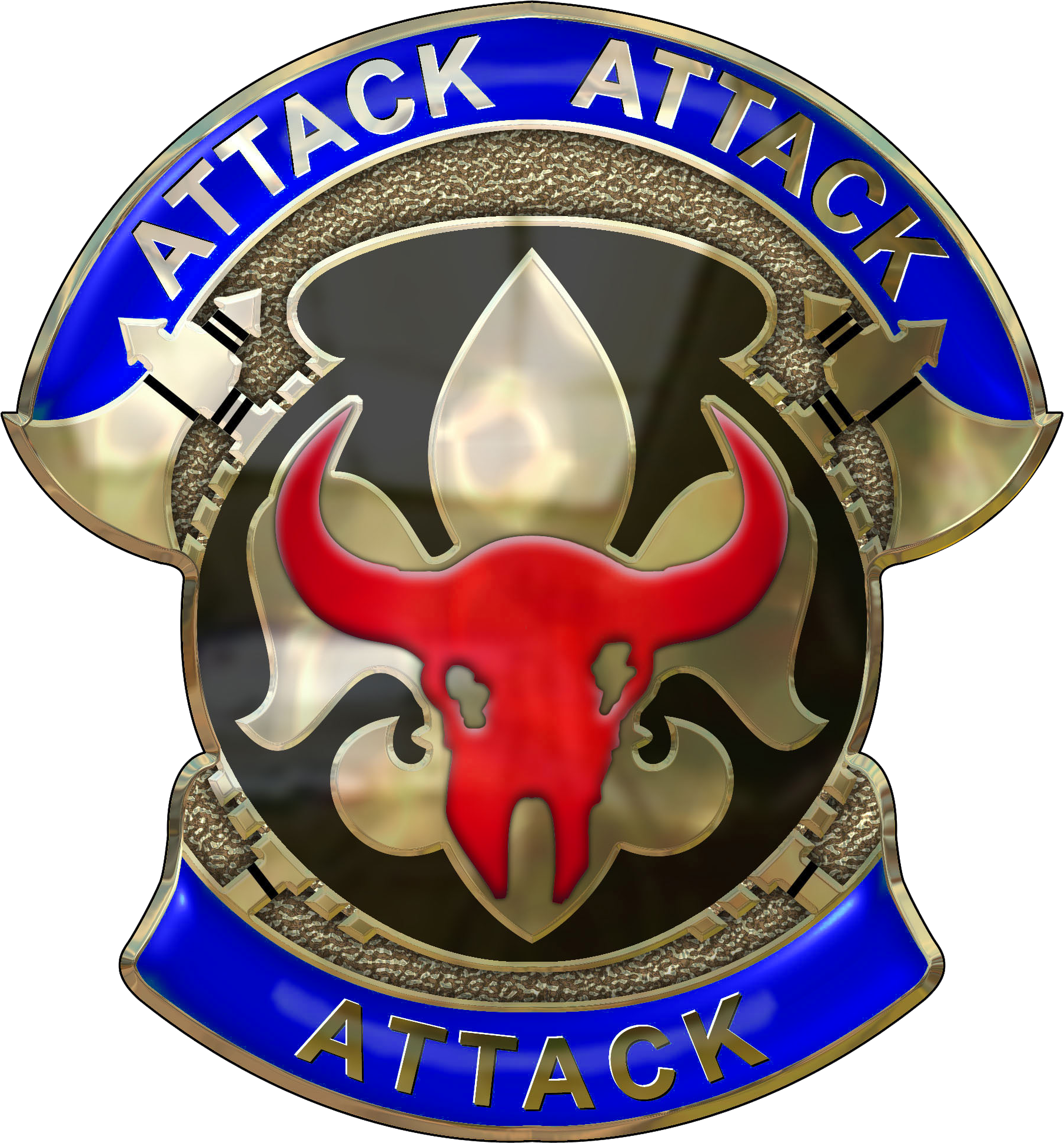
Відзнака 34-й дивізії

Організаційно-штатна структура 34-й дивізії